# 82071 Debrecen
A 82071 Debrecen egy kisbolygó, melyet Sárneczky Krisztián és Kiss László fedezett fel 2000. december 31-én, miközben a 23718 Horgos nevű kisbolygót figyelték meg a piszkéstetői obszervatóriumban. A kisbolygót Debrecen városáról nevezték el, ahol 1958-ban a Magyar Tudományos Akadémia megalapította a Napfizikai Obszervatóriumát.